# 레이 파커 주니어
레이 어스킨 파커 주니어(영어: Ray Erskine Parker Jr., 1954년 5월 1일~)는 미국의 음악가인데 솔로 가수로서 그는, 1984년 영화 고스트버스터즈의 주제곡을 쓰고 공연했다. 이전에, 파커는 1982년 "The Other Woman"로 미국 톱 10 히트를 달성했다. 그는 또한 그의 밴드 레이디오 및 배리 화이트와 함께 공연했다.